# ماكس توماس
ماكس توماس (بالإنجليزية: Max Thomas)‏ (28 يونيو 1921 في أستراليا - 20 مايو 2001 في أستراليا) هو لاعب كريكت أسترالي. لعب مع فريق تسمانيا للكريكت.

## وصلات خارجية
- ماكس توماس على موقع إي آس بي آن كريك إنفو (الإنجليزية)